# Старый епископский дворец (Лозанна)
Старый епископский дворец  (фр. Ancien Evêché) — средневековое сооружение в швейцарском городе Лозанне, резиденция лозаннских епископов до 1431 года. Место размещения музея истории Лозанны. Расположен на краю господствующего над городом холма Ситэ.
Дворец строился в течение XI—XV веков, многократно реконструировался начиная с XVIII века. Из средневековых построек сохранилась одна башня Жакмар (конец XIV века). Утратил статус резиденции в связи с переездом епископов Лозанны в соседний замок Сен-Мер.